# بروس رولند
بروس رولند (انگلیسی: Bruce Rowland؛ زادهٔ ۹ مهٔ ۱۹۴۲) آهنگساز مشهور اهل استرالیا است.
از فیلم‌ها یا مجموعه‌های تلویزیونی که وی در آن‌ها نقش داشته‌است می‌توان به اکتشافات جغرافیایی اسرارآمیز جاسپر مورلو و ستاره قطبی اشاره نمود. او همچنین موسیقی جدیدی برای نمایش «آرِنای مناطق دورافتاده استرالیا» در گلد کوست ایالت کوئینزلند ساخته است. او در سال ۲۰۲۵ برندهٔ نشان استرالیا شد.